# Славянское (Раздольненский район)
Славя́нское (до 1945 года Сады́р; укр. Слов'янське, крымскотат. Sadır, Садыр) — село в Раздольненском районе Республики Крым, центр Славянского сельского поселения (согласно административно-территориальному делению Украины — Славянского сельского совета Автономной Республики Крым)

## Население
| 2001 | 2014  |
| ---- | ----- |
| 1331 | ↘1194 |

Всеукраинская перепись 2001 года показала следующее распределение по носителям языка
| Язык             | Процент |
| ---------------- | ------- |
| русский          | 51.16   |
| украинский       | 34.26   |
| крымскотатарский | 12.77   |
| другие           | 0.83    |

### Динамика численности
| - 1806 год — 124 чел. - 1864 год — 11 чел. - 1900 год — 284 чел. - 1915 год — 27/154 чел. - 1926 год — 215 чел. | - 1939 год — 203 чел. - 1974 год — 930 чел. - 1989 год — 1291 чел. - 2001 год — 1331 чел. - 2014 год — 1194 чел. |

## Современное состояние
На 2016 год в Славянском числится 11 улиц и 1 переулок; на 2009 год, по данным сельсовета, село занимало площадь 135 гектаров, на которой в 477 дворах проживало более 1,3 тысячи человек. В селе действует школа-детский сад, сельский дом культуры, библиотека, отделение почтовой связи, православный храм Архистратига Божия Михаила. Славянское связано автобусным сообщением с райцентром и соседними населёнными пунктами.

## География
Славянское — село на северо-западе района, в степном Крыму, высота центра села над уровнем моря — 29 м. Ближайшие населённые пункты — Славное в 5,5 км на запад, Аврора в 4 км на северо-запад, Огни в 5,5 км на северо-восток, Кукушкино в 4 км на восток и Орловка в 6,5 км на юго-восток. Расстояние до райцентра около 18 километров (по шоссе), ближайшая железнодорожная станция — Красноперекопск (на линии Джанкой — Армянск) — примерно 59 километров. Транспортное сообщение осуществляется по региональным автодорогам 35К-012 Черноморское — Воинка и 35Н-022 Славянское — Евпатория (по украинской классификации Т-0107 и С-0-11103).

## История
Первое документальное упоминание села встречается в Камеральном Описании Крыма… 1784 года, судя по которому, в последний период Крымского ханства Садыр входил в Мангытский кадылык Козловского каймаканства. После присоединения Крыма к России (8) 19 апреля 1783 года, (8) 19 февраля 1784 года, именным указом Екатерины II сенату, на территории бывшего Крымского ханства была образована Таврическая область и деревня была приписана к Евпаторийскому уезду. После павловских реформ, с 1796 по 1802 год входила в Акмечетский уезд Новороссийской губернии. По новому административному делению, после создания 8 (20) октября 1802 года Таврической губернии, Садыр был включён в состав Хоротокиятской волости Евпаторийского уезда.
По Ведомости о волостях и селениях, в Евпаторийском уезде с показанием числа дворов и душ… от 19 апреля 1806 года в деревне Садыр числилось 18 дворов, 115 крымских татар и 9 ясыров. На военно-топографической карте генерал-майора Мухина 1817 года деревня Садыр обозначена с 10 дворами. После реформы волостного деления 1829 года Садыр, согласно «Ведомости о казённых волостях Таврической губернии 1829 года» отнесли к Аксакал-Меркитской волости (переименованной из Хоротокиятской). На карте 1836 года в деревне 20 дворов. Затем, видимо, вследствие эмиграции крымских татар в Турцию, деревня заметно опустела и на карте 1842 года деревня Садыр обозначена условным знаком «малая деревня», то есть, менее 5 дворов.
В 1860-х годах, после земской реформы Александра II, деревню приписали к Биюк-Асской волости. Согласно «Памятной книжке Таврической губернии за 1867 год», деревня была покинута жителями, вследствие эмиграции крымских татар, особенно массовой после Крымской войны 1853—1856 годов, в Турцию и представляла собой помещичью экономию без поселения. В «Списке населённых мест Таврической губернии по сведениям 1864 года», составленном по результатам VIII ревизии 1864 года, Садыр — владельческий хутор с 2 дворами и 11 жителями при колодцах. По обследованиям профессора А. Н. Козловского 1867 года, вода в колодцах деревни была «соленоватая» а их глубина колебалась от 10 до 15 саженей (21—33 м). На трехверстовой карте Шуберта 1865 года селение ещё обозначено, а на карте с корректурой 1876 года на месте деревни — господский двор.
В дальнейшем упоминается только в документах начала XX века. Земская реформа 1890-х годов в Евпаторийском уезде прошла после 1892 года, в результате Садыр приписали к Агайской волости. По «…Памятной книжке Таврической губернии на 1900 год» в деревне числилось 284 жителя в 51 дворе. На 1914 год в селении действовала земская школа. По Статистическому справочнику Таврической губернии. Ч.II-я. Статистический очерк, выпуск пятый Евпаторийский уезд, 1915 год, в деревне Садыр Агайской волости Евпаторийского уезда числилось 28 дворов (все дворы с землёй) с русским населением в количестве 27 человек приписных жителей и 154 — «посторонних», из которых 91 мужчина и 90 женщин. Жители владели 800 десятинами удобной земли. В хозяйствах имелось 162 лошади, 52 вола, 56 коров и 600 голов мелкого скота. На 1917 год в селе действовало Садырское кредитное товарищество.
После установления в Крыму Советской власти, по постановлению Крымревкома от 8 января 1921 года № 206 «Об изменении административных границ» была упразднена волостная система и в составе Евпаторийского уезда был образован Бакальский район, в который включили село, а в 1922 году уезды получили название округов. 11 октября 1923 года, согласно постановлению ВЦИК, в административное деление Крымской АССР были внесены изменения, в результате которых округа были отменены, Бакальский район упразднён и село вошло в состав Евпаторийского района. Согласно Списку населённых пунктов Крымской АССР по Всесоюзной переписи 17 декабря 1926 года, в селе Садыр, Бий-Орлюкского сельсовета Евпаторийского района, числилось 38 дворов, все крестьянские, население составляло 215 человек, из них 137 украинцев, 76 русских, 1 белорус, 1 записан в графе «прочие», действовала русская школа. Постановлением ВЦИК РСФСР от 30 октября 1930 года был создан Фрайдорфский еврейский национальный (лишённый статуса национального постановлением Оргбюро ЦК КПСС от 20 февраля 1939 года) район (переименованный указом Президиума Верховного Совета РСФСР № 621/6 от 14 декабря 1944 года в Новосёловский) (по другим данным 15 сентября 1931 года) и село включили в его состав, а после создания в 1935 году Ак-Шеихского района (переименованного в 1944 году в Раздольненский) включили в состав нового. В 1930-х годах в Садыре был образован колхоз имени Коминтерна, открыты начальная школа, акушерский пункт и почта, тогда же был образован сельский совет (на 1940 год уже существовал) и село оставалось его центром всю дальнейшую историю. По данным всесоюзной переписи населения 1939 года в селе проживало 203 человек.
В годы Великой Отечественной войны на фронтах погибли 50 жителей ныне входящих в Славянское сельское поселение сёл, собственно Садыр и Татыш Конрат. В их честь в 1967 году в центре села установлен памятный знак работы скульптора Николая Ильича Смуругова в виде обелиска из обелиска и четырёх бетонных тумб с мемориальными досками с фамилиями погибших. Постановлением Совета министров Республики Крым № 627 от 20 декабря 2016 года памятник отнесён к категории объектов культурно-исторического наследия России регионального значения.
После освобождения Крыма от фашистов, указом Президиума Верховного Совета РСФСР от 21 августа 1945 года Садыр был переименован в Славянское и Садырский сельсовет — в Славянский. С 25 июня 1946 года Славянское в составе Крымской области РСФСР, а 26 апреля 1954 года Крымская область была передана из состава РСФСР в состав УССР. В середине 1950-х годов колхоз имени Коминтерна переименован в колхоз имени Шевченко, а в феврале 1965 года колхоз преобразован в совхоз. Указом Президиума Верховного Совета УССР «Об укрупнении сельских районов Крымской области», от 30 декабря 1962 года село присоединили к Черноморскому району. 1 января 1965 года, указом Президиума ВС УССР «О внесении изменений в административное районирование УССР — по Крымской области», вновь включили в состав Раздольненского. По данным переписи 1989 года в селе проживало 1291 человек. С 12 февраля 1991 года село в восстановленной Крымской АССР, 26 февраля 1992 года переименованной в Автономную Республику Крым. С 21 марта 2014 года в составе Крыма аннексировано Россией.